# Ponad falą
Ponad falą (ang. Beyond the Break, 2006–2009) – amerykański serial obyczajowy stworzony przez Michaela D. Jacobsa, Davida Brookwella i Seana McNamara.
Światowa premiera serialu miała miejsce 2 czerwca 2006 roku na antenie The N. Ostatni odcinek serialu został wyemitowany 25 czerwca 2009 roku. W Polsce serial nadawany na kanale AXN Spin HD.

## Opis fabuły
Akcja serialu rozgrywa się na Hawajach. Opowiada o losach członkiń drużyny surferek WaveSync, w której skład grupy wchodzą Birdie Scott, Lacey Farmer, Dawn Preston i Kai Kealoha.

## Obsada
- Tiffany Hines jako Birdie Scott
- Suzie Pollard jako Dawn Preston
- Natalie Ramsey jako Lacey Farmer
- David Chokachi jako Justin Healy
- Ross Thomas jako Bailey Reese
- Adam T. Brooks jako DJ Reese (III seria)
- Jesse Williams jako Eric Medina (8 odcinków)
- Michael Copon jako Vin Keahi
- Jason Tam jako Shoe
- Olivia Munn jako Mily Acuna
- Sonya Balmores jako Kai Kealoha

## Spis odcinków
| N/o            | Tytuł angielski          |
| -------------- | ------------------------ |
|                |                          |
| SERIA PIERWSZA |                          |
|                |                          |
| 01             | Charging It              |
| 02             | Charging It              |
|                |                          |
| 03             | Sleeping with the Enemy  |
|                |                          |
| 04             | The First Test           |
|                |                          |
| 05             | Wing Chicks              |
|                |                          |
| 06             | Party Wave               |
|                |                          |
| 07             | Vin, Lose or Draw        |
|                |                          |
| 08             | The Big Hit              |
|                |                          |
| 09             | No Guts, No Glory        |
|                |                          |
| 10             | Birds and the Bees       |
|                |                          |
| SERIA DRUGA    |                          |
|                |                          |
| 11             | Oceans Eleven            |
|                |                          |
| 12             | The Sweaty Party         |
|                |                          |
| 13             | What Are You Doing Here? |
|                |                          |
| 14             | Fiji Open                |
|                |                          |
| 15             | Running Scared           |
|                |                          |
| 16             | Waving Goodbye           |
|                |                          |
| 17             | Walking the Plankton     |
|                |                          |
| 18             | Out of Sync              |
|                |                          |
| 19             | One Good Ride            |
|                |                          |
| 20             | Beyond the Break         |
|                |                          |
| SERIA TRZECIA  |                          |
|                |                          |
| 21             | To Tell the Truth        |
|                |                          |
| 22             | The Money                |
|                |                          |
| 23             | White Lies               |
|                |                          |
| 24             | Blame It on the Wayne    |
|                |                          |
| 25             | A Shoulder to Spy On     |
|                |                          |
| 26             | House of Cards           |
|                |                          |
| 27             | Lost & Found             |
|                |                          |
| 28             | One "Elle" of a Party    |
|                |                          |
| 29             | Cast Away                |
|                |                          |
| 30             | Bailed                   |
|                |                          |
| 31             | All Riled Up             |
|                |                          |
| 32             | Would I Lie to You       |
|                |                          |
| 33             | Worked                   |
|                |                          |
| 34             | Wronged                  |
|                |                          |